# Rejencja Chemnitz
Rejencja Chemnitz (niem. Regierungsbezirk Chemnitz) − jedna z trzech byłych rejencji niemieckiego kraju związkowego Saksonia, została zastąpiona przez okręg administracyjny Chemnitz. Główny urząd rejencji, prezydium (Regierungspräsidium) miał siedzibę w Chemnitz.

## Geografia
Rejencja Chemnitz leżała w południowo-zachodniej części Saksonii. Od południa graniczyła z krajem ujskim i karlowarskim w Czechach, południowego zachodu z Górną Frankonią w Bawarii, od północnego zachodu z Turyngią, od północy z rejencją Lipsk i od wschodu z rejencją Drezno.

## Historia
W 1947 planowano podział Saksonii na rejencje, jednak zrezygnowano z tego, a w zamian utworzono okręgi (Bezirke). Po odtworzeniu kraju związkowego Saksonii, 1 stycznia 1990 powstała decyzją rządu krajowego z 27 listopada 1990 współczesna rejencja Chemnitz. 
Rejencję zlikwidowano w związku z reformą administracyjną 1 sierpnia 2008.

## Organizacja

### Miasta na prawach powiatu
- Chemnitz
- Plauen
- Zwickau

### Powiaty
- powiat Annaberg
- powiat Aue-Schwarzenberg
- powiat Chemnitzer Land
- powiat Freiberg
- powiat Mittweida
- powiat Stollberg
- powiat Zwickauer Land
- Mittlerer Erzgebirgskreis
- powiat Vogtland